# Sommer-Paralympics 2008/Teilnehmer (Taiwan)
| stlisierte Goldmedaille | stlisierte Silbermedaille | stlisierte Bronzemedaille |
| ----------------------- | ------------------------- | ------------------------- |
| 1                       | —                         | 1                         |

Taiwan nahm mit 17 Sportlern an den Sommer-Paralympics 2008 im chinesischen Peking teil.
Fahnenträger bei der Eröffnungsfeier war der Tischtennisspieler Tin-Sung Hou. Den größten Erfolg der Mannschaft errang die Powerlifterin Tzu-Hui Lin in der Klasse bis 75 Kilogramm mit einer Goldmedaille.

## Teilnehmer nach Sportarten

### Bogenschießen
Männer
- Wu-Ying Chen
- Lung-Hui Tseng, 1×  (Einzel Recurve, Klasse W1/W2)

### Leichtathletik
Frauen
- Yu-Lien Chen

### Powerlifting (Bankdrücken)
Frauen
- Tzu-Hui Lin, 1×  (Klasse bis 75 kg)
- Ya-Hsuan Lin

Männer
- Kuo-Tai Huang

### Schießen
Frauen
- Chin-Mei Lin

Männer
- Wen-Chang Liu

### Schwimmen
Frauen
- Alice Hsiao-Hung Luo

### Tischtennis
Frauen
- Hui-Chu Tsai
- Mei-Hui Wei

Männer
- Chih-Jung Chang
- Ting-Sung Hou
- Ming-Fu Hu
- Wen-Hsin Lin
- Yen-Hung Lin
- Cheng-Sheng Wu